# رودريغو هاردي أرواخو
رودريغو هاردي أرواخو (بالبرتغالية: Rodrigo Hardy Araújo‏) هو لاعب كرة الصالات ‏ برازيلي، ولد في 7 يونيو 1984 في كامبيناس في البرازيل.

## وصلات خارجية
- رودريغو هاردي أرواخو على موقع الاتحاد الدولي (مؤرشف)  (الإنجليزية)
- رودريغو هاردي أرواخو على موقع الاتحاد الأوربي (الإنجليزية)